# Czeska Dywizja B
Czeska Dywizja B w piłce nożnej – wraz z dywizjami A, C, D oraz E stanowi czwartą w hierarchii klasę rozgrywkową w Czechach. W lidze występuje 16 zespołów, a mecze rozgrywane są systemem każdy z każdym, mecz i rewanż. W całym sezonie, rozgrywanym systemem jesień-wiosna granych jest 30 kolejek. Zwycięzca rozgrywek awansuje bezpośrednio do ČFL. Natomiast kluby, które zajęły ostatnie trzy miejsca są relegowane do niższej klasy rozgrywek. Odpowiednio są to ligi: praska oraz kraju usteckiego. Mogą to być również ligi krajów środkowoczeskiego, libereckiego lub karlowarskiego.